# Ветраніон
Ветраніон (лат. Vetranio) — † 356, Бурса) — імператор Західної Римської імперії з 1 березня по 25 грудня 350 року.
Про Ветраніона відомо, що він народився в провінції Мезії, в тій частині області, що розташована в сучасній Болгарії, яку деколи, але мабуть помилково називають Ветріано. Він був досвідченим солдатом і офіцером, коли попросив Костянтину — сестру римського імператора Констанція II, оголосити себе Цезарем (1 березня, 350). Інший її брат, імператор Констант, був убитий узурпатором Магненцієм дещо раніше в цьому ж році. Монети карбовані у цей час позначають Ветраніона як імператора. При цьому він виступав на стороні Констанція II, який був у цей час у поході проти персів. Констанцій II присвоює йому титул авґуста та пересилає кошти на утримання армії. У цей час також була спроба узурпації влади Непотіаном, яку однак Ветраніон швидко придушив.
При поверненні Констанція II з походу проти персів його зустрічає Ветраніон у Найсі (тепер Ниш). Він зустрів імператора Сходу з усіма почестями і передав йому свої війська. У грудні 350 року Ветраніон склав із себе повноваження авґуста і провів решту свого життя спокійно і забезпечено у Бурсі.